# Un mouton dans la baignoire
Un mouton dans la baignoire est un essai d'Azouz Begag paru en 2007 qui porte sur son expérience en tant que ministre délégué à la promotion de l'égalité des chances sous le gouvernement de Dominique de Villepin. Il y évoque entre autres ses relations difficiles avec le ministre de l'Intérieur, Nicolas Sarkozy, à la suite notamment des émeutes dans les banlieues françaises en 2005, mais aussi sa difficile adaptation à la vie gouvernementale. Il raconte certains bons moments mais surtout les déboires qu'il a connus à ce poste.